# Sirsi, Uttar Pradesh
Sirsi là một thị xã và là một nagar panchayat của quận Moradabad thuộc bang Uttar Pradesh, Ấn Độ.

## Địa lý
Sirsi có vị trí 24°51′B 82°29′Đ / 24,85°B 82,48°Đ Nó có độ cao trung bình là 210 mét (688 feet).

## Nhân khẩu
Theo điều tra dân số năm 2001 của Ấn Độ, Sirsi có dân số 21.345 người. Phái nam chiếm 52% tổng số dân và phái nữ chiếm 48%. Sirsi có tỷ lệ 31% biết đọc biết viết, thấp hơn tỷ lệ trung bình toàn quốc là 59,5%: tỷ lệ cho phái nam là 37%, và tỷ lệ cho phái nữ là 24%. Tại Sirsi, 19% dân số nhỏ hơn 6 tuổi.